# Ägelsee
Der Ägelsee (schweizerdeutsch: [ˈæːɡlseː]), auch Egelsee, ist ein kleiner Toteissee auf dem Gemeindegebiet von Zeiningen, Kanton Aargau, Schweiz. Das rund 7500 m² grosse Naturschutzgebiet ist ein Amphibienlaichgebiet von nationaler Bedeutung.

## Lage

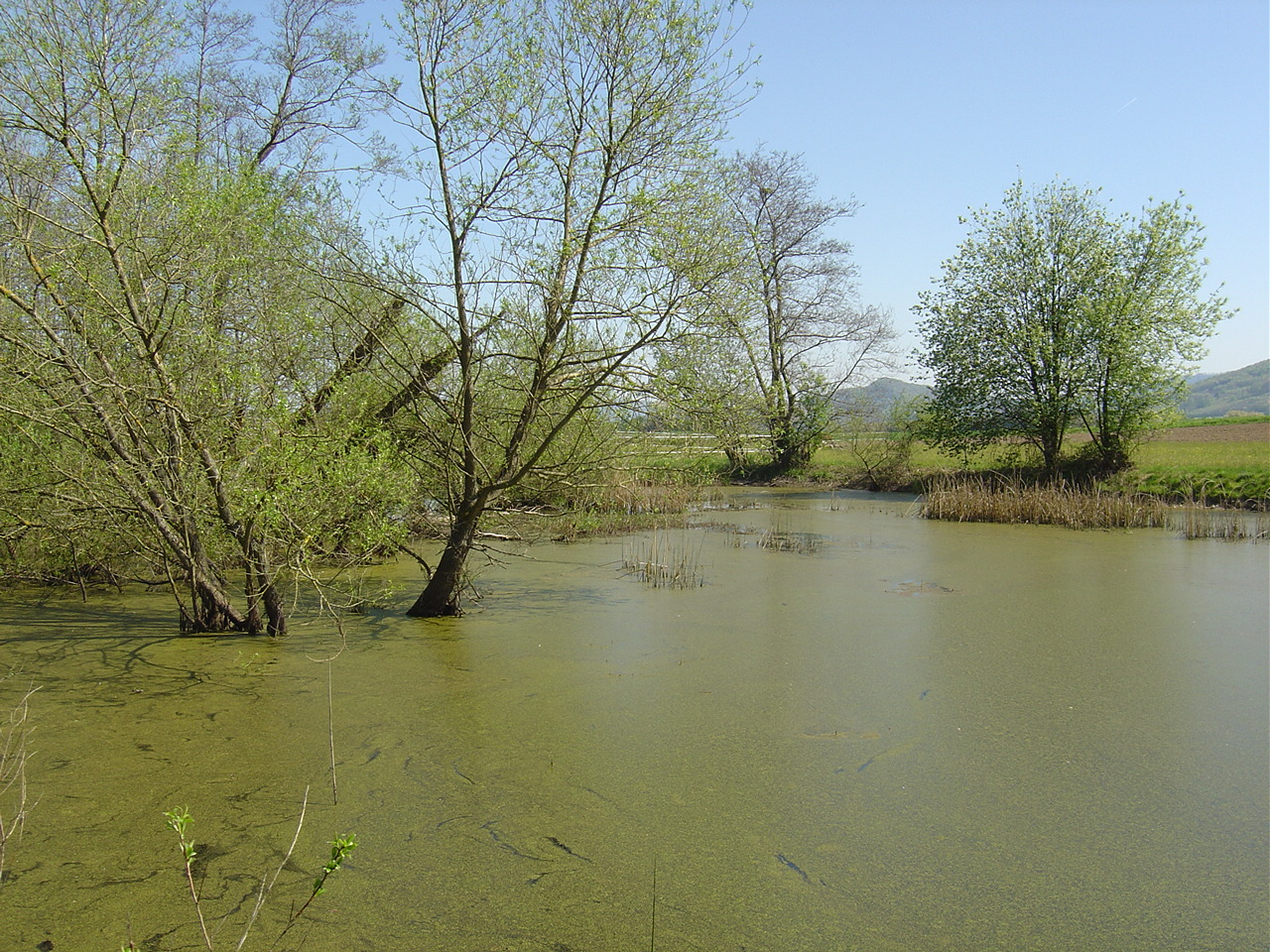
Uferzone des Ägelsees

Der See liegt auf 339 m ü. M. in einer Mulde inmitten des weiten «Möhliner Feldes» zwischen den Gemeinden Wallbach und Möhlin in der Hochrheinebene. Die Zufahrt zum Naturschutzgebiet erfolgt über kleinere Feldwege.

## Entstehung

### Bildung des Toteissees
Während der Riß-Kaltzeit vor rund 140'000 Jahren bildete das Möhliner Feld den nordwestlichsten Punkt der alpinen Vergletscherung. Über das Gebiet dehnte sich damals eine mächtige Gletscherzunge bzw. Endmoräne aus.
Mit der Klimaerwärmung und damit dem Ende der Eiszeit begannen die Gletscher zu schmelzen und zogen sich allmählich zurück. Da das Eis vor allem in Gebieten mit lokal erhöhter Eismächtigkeit (wie z. B. in Zungenbecken) nicht gleichmässig niedertaut, blieben mehr oder weniger grosse Blöcke im ehemals eisbedeckten Gebiet zurück. Vom aktiven Gletscher nachströmendes Schmelzwasser lagerte neben und schliesslich über den Eisblöcken Sedimentmaterial ab. So wurde das Eis zu Toteis. Mit dem Abschmelzen im Untergrund sackte die Oberfläche über dem Toteis langsam nach, worauf sich ein Toteiskessel bildete. Dieser füllte sich anschliessend mit Oberflächenwasser. Die mehrere Meter dicke Lehmschicht unter dem See sorgte dabei für eine gute Isolierung.

### Verlandungsgefahr
Da der See zu- und abflusslos ist und nur durch Oberflächenwasser gespeist wird, ist die Gefahr der Verlandung sehr gross. Die meisten Toteisseen, vor allem die kleineren und flacheren, sind heute schon vollständig verlandet. In den 70er Jahren war dies auch beim Ägelsee beinahe der Fall. Durch das landwirtschaftlich intensiv genutzte Gebiet um den See, dem fruchtbaren Möhliner Feld, gelangte immer wieder Dünger in den See. Aufgrund des hohen Nährstoffgehalts im See kam es zu übermässigem Pflanzenwuchs. Durch das verrottende Pflanzenmaterial bildete sich mit der Zeit eine immer grösser werdende Schlickschicht auf dem Seegrund.
Dank einer umfassenden Totalsanierung 1978-1979 konnte der See vor der vollständigen Verlandung gerettet werden. Seither wird der Ägelsee regelmässig gepflegt. Um die Verlandung zu verhindern, sind weitere Sanierungsmassnahmen aber auch in Zukunft unerlässlich.

## Flora und Fauna

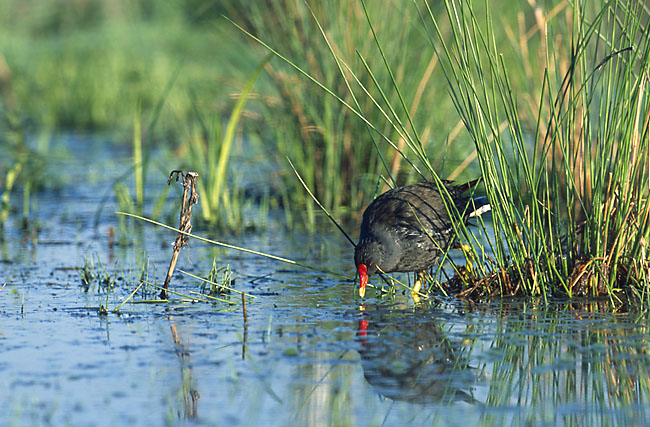
Teichhuhn

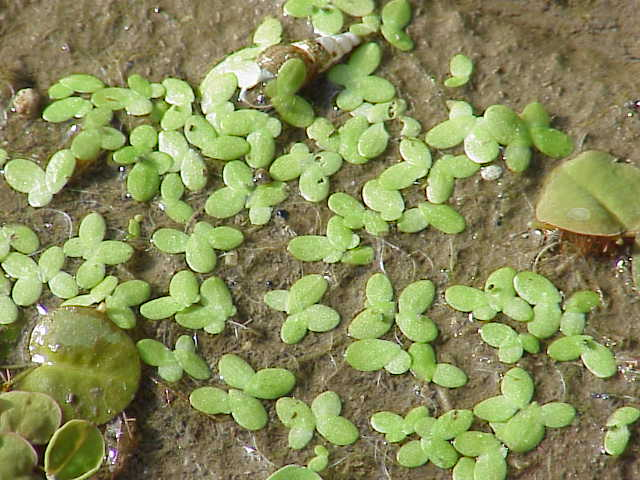
Kleine Wasserlinse

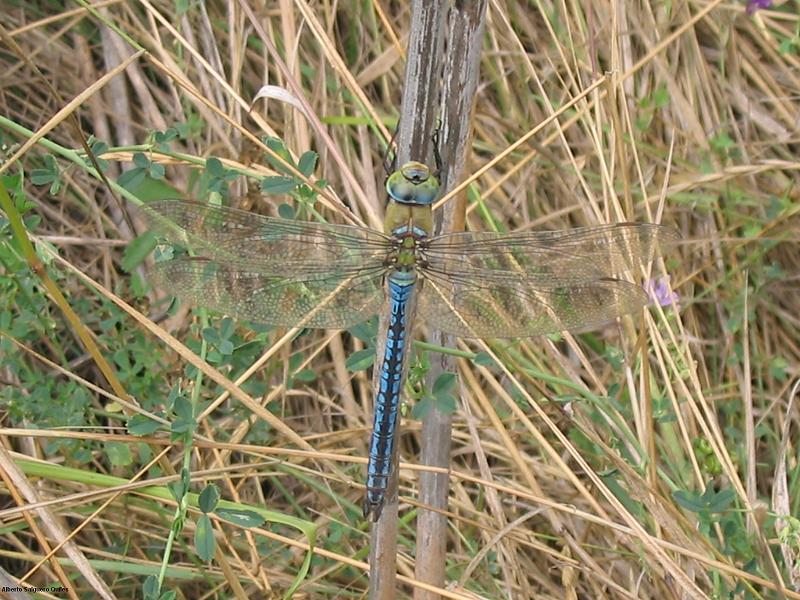
Grosse Königslibelle

Das Naturschutzgebiet bietet den Lebensraum vieler Tier- und Pflanzenarten.
Bereits im Frühjahr ist praktisch die gesamte Seeoberfläche dicht mit kleinen Wasserlinsen bedeckt. Der dichte Bewuchs durch die Wasserpflanzen bewirkt, dass die Umgebung resp. das Sonnenlicht im See fast nicht gespiegelt wird, was dem Ägelsee eine ungewohnte Mattigkeit verleiht.
Im See selbst und darum herum gedeihen die verschiedensten Arten von Algen sowie blühende Wasser- und Sumpfpflanzen. Im Uferbereich wachsen vor allem Schilfrohr und Rohrkolben. Im östlichen Teil des Sees stehen einzelne Bäume dauerhaft im Wasser.
Im und um den Ägelsee lebt eine grosse Anzahl an Wasserfröschen und anderen kleinen Amphibienarten. Der grosse Bestand an Insekten bietet Nahrung für viele Vogelarten. So wird das Naturschutzgebiet auch von Zwergtaucher, Teichhuhn und Neuntöter als Brutort geschätzt. Weitere regelmässig beobachtbare Vogelarten sind Sumpfrohrsänger, Zwergtaucher sowie zahlreiche andere Singvögel.

## Weitere Naturschutzgebiete in der Nähe
- Breitsee (Flachmoor, 1,5 km nordwestlich)
- Haumättli (Auengebiet am Rhein, 2,4 km nördlich)